# Phoenix Contact

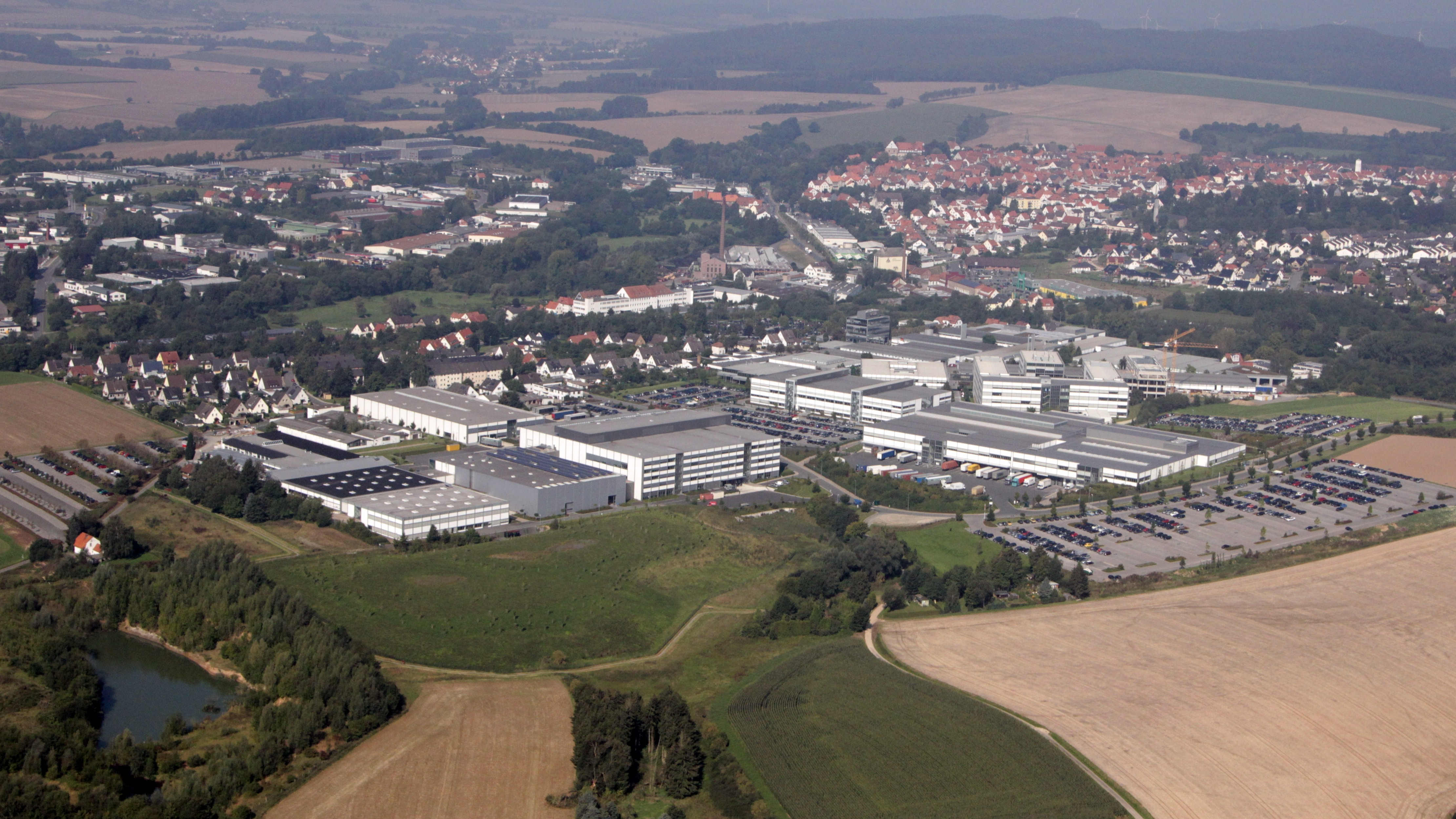
Trụ sở công ty ở Blomberg

Phoenix Contact GmbH & Co. KG là một công ty sản xuất tự động hóa công nghiệp, kết nối và giải pháp giao diện có trụ sở tại Blomberg, Lippe, Nordrhein-Westfalen, Đức.